# Belgin Doruk
Belgin Doruk (* 28. Juni 1936 in Ankara; † 26. März 1995 in Istanbul) war eine türkische Schauspielerin.

## Leben
Während ihrer schulischen Ausbildung nahm Doruk an einem Filmwettbewerb des „Star-Magazin“ teil. Nach dem Gewinn des Wettbewerbes begann sie ab 1952 ihre Filmkarriere, die länger als 20 Jahre dauerte. 1953 wurde sie Zweite beim Wettbewerb um die Miss Turkey und heiratete den Regisseur Faruk Kenç, von dem sie später wieder geschieden wurde. Die meisten ihrer Filme waren Melodramen, die beim Publikum gut ankamen. Bis Mitte der 1960er Jahre gehörte Doruk zu den beliebtesten Schauspielerinnen ihres Heimatlandes. Eine Serie von Filmen um die „Küçük Hanım“ (“Kleine Dame”) trug dazu bei. Im Jahr 1970 wurde sie beim „Antalya Film Şenliği“ mit der Goldenen Orange als Beste Schauspielerin ausgezeichnet; zwei Jahre später kehrte sie der aktiven Schauspielkunst den Rücken.
Sie verstarb 1995 an einer Herzkrankheit in Istanbul.

## Filmografie (Auswahl)
- 1952: Kanli çiftlik
- 1952: Çakircali Mehmet efe'nin definesi
- 1953: Öldüren sehir
- 1953: Köroglu-türkan sultan
- 1955: Son beste
- 1955: Ölüm korkusu
- 1955: Kader
- 1957: Mahsere kadar
- 1957: Lejyon dönüsü
- 1957: Çölde bir Istanbul kizi
- 1960: Yeşil Köşkün Lambası
- 1972: Gecekondu rüzgarı